# Gaetano Viviani
Gaetano Viviani (Terrasini, 1896 – Palermo, 1954) è stato un baritono italiano.

## Biografia
Baritono lirico e drammatico, ascoltando le sue registrazioni discografiche si apprezza una vocalità "dal timbro chiaro, ricca di armonici, vibrante e delicata nei momenti patetici". Emigrò giovanissimo negli Stati Uniti. Studiò con il baritono Alessandro Arcangeli e debuttò nella compagnia itinerante chiamata San Carlo Opera Company, che organizzava spettacoli lirici in vari teatri del Nord America. Debuttò nel 1921 nella parte di Enrico in Lucia di Lammermoor al Manhattan Theater di New York. Dopo una serie di recite in America, rientrò in Italia e proseguì gli studi con il baritono Giuseppe De Luca.
Debuttò in patria al Teatro Carcano di Milano nel 1923 nella parte del Conte di Luna ne Il trovatore. Nella stagione 1926 del Teatro Massimo di Palermo si esibì nelle parti di Tonio in Pagliacci e di Amonasro in Aida. Debuttò al Teatro alla Scala di Milano nella stagione 1929 nella parte di Don Carlo ne La forza del destino, con un cast che comprendeva alcuni dei migliori cantanti dell'epoca come Aureliano Pertile, Ebe Stignani e Bianca Scacciati. Sempre nel teatro milanese, nella stagione 1932 cantò nella parte di Jokanaan in Salomè di Richard Strauss, diretta da Victor de Sabata. Nel 1930 al Teatro Reale di Roma gli fu affidata la parte di Scedeur nella prima rappresentazione assoluta dell'opera Lo straniero di Ildebrando Pizzetti, diretta da Gino Marinuzzi. Dopo vari successi nei principali teatri italiani, partecipò a tournée in Egitto, Argentina, Brasile, Perù e Cile. Nel 1938, dopo aver rifiutato di prendere la tessera del partito fascista, decise di ritornare negli Stati Uniti.
Al termine della seconda guerra mondiale rientrò in Italia per stabilirsi a Palermo. Si ritirò dalle scene per problemi di salute agli inizi degli anni cinquanta. Viviani aveva un repertorio vario di circa quaranta opere, che spaziavano dal repertorio del primo romanticismo come I puritani e Beatrice di Tenda, passando dal repertorio verdiano e verista fino ad opere di compositori contemporanei quali Ildebrando Pizzetti, Gino Marinuzzi e Ottorino Respighi. 
Della voce del baritono siciliano rimangono alcune registrazioni realizzate negli anni trenta per la Columbia e oggi rimasterizzate in CD.

## Repertorio
- Vincenzo Bellini
  - I puritani (Riccardo)
  - Beatrice di Tenda (Filippo Maria Visconti)
- Gaetano Donizetti
  - Lucia di Lammermoor (Enrico)
  - La favorita (Alfonso)
- Gioachino Rossini
  - Guglielmo Tell (Tell)
  - Il barbiere di Siviglia (Figaro)
- Giuseppe Verdi
  - Il trovatore (Conte di Luna)
  - Rigoletto (Rigoletto)
  - La forza del destino (Carlo)
  - Ernani (Carlo)
  - Aida (Amonasro)
  - I vespri siciliani (Monforte)
  - Otello (Jago)
- Richard Wagner
  - Lohengrin
  - Tristano e Isotta (Kurvenaldo)
- Georges Bizet
  - I pescatori di perle (Zurga)
  - Carmen (Escamillo)
- Ruggero Leoncavallo
  - Pagliacci (Tonio)
- Giacomo Puccini
  - La bohème (Marcello)
  - Tosca (Scarpia)
  - La fanciulla del West (Rance)
- Amilcare Ponchielli
  - La Gioconda (Barnaba)
- Pietro Mascagni
  - Cavalleria rusticana (Alfio)
- Umberto Giordano
  - Andrea Chénier (Gérard)
- Alfredo Catalani
  - Loreley (Hermann)
- Gino Marinuzzi
  - Palla De' Mozzi
- Ildebrando Pizzetti
  - Lo straniero (Scedeur)
- Ottorino Respighi
  - Lucrezia (Sesto Traquinio)
- Italo Montemezzi
  - L'amore dei tre re (Manfredo)
- Richard Strauss
  - Salomè (Jokanaan)

## Discografia
- Amilcare Ponchielli, La Gioconda, interpreti: Gaetano Viviani, Giannina Arangi-Lombardi, Ebe Stignani, Alessandro Granda. Orchestra e Coro del Teatro alla Scala di Milano, direttore Lorenzo Molajoli. Registrazione in studio-1931.
- Gaetano Donizetti, Lucia di Lammermoor: "Cruda funesta smania".
- Giuseppe Verdi, Ernani: "Lo vedremo o veglio audace".
- Giuseppe Verdi, La forza del destino: "Urna fatale".
- Georges Bizet, Carmen: "Con voi ber".